# Renée Passeur
Renée Passeur, alla nascita Renée Griotteray (Parigi, 21 ottobre 1905 – Parigi, 16 gennaio 1975), è stata un'attrice e cantante francese.
Talvolta utilizzando gli pseudonimi: Renée S. Passeur, Renée Steve Passeur, Renée Stève Passeur e Renée Veller.

## Biografia
Mogliedell'autore e sceneggiatore Stève Passeur (1899-1966), Renée Passeur fu interprete di personaggi eccentrici.
Morì a 69 anni il 16 gennaio 1975 all'ospedale Pitié-Salpêtrière di Parigi e fu sepolta nel cimitero parigino di Bagneux.

## Filmografia

### Cinema
- Dans l'ombre du harem, regia di André Liabel e Léon Mathot (1928)
- L'Occident, regia di Henri Fescourt (1928)
- La Merveilleuse Journée, regia di René Barberis (1929)
- La nuit est à nous, regia di Roger Lion, Carl Froelich e Henry Roussel (1930) - non accreditata
- Roumanie, terre d'amour, regia di Camille de Morlhon (1931)
- Mon cœur et ses millions, regia di André Berthomieu (1931)
- Diablette, regia di Lucien Jaquelux - cortometraggio (1931)
- Monsieur cambriole, regia di Maurice de Canonge - cortometraggio (1931)
- L'Affaire Blaireau, regia di Henry Wulschleger (1932)
- Les Tutti-Frutti, regia di Jean Gourguet - cortometraggio (1932)
- Le sorprese del vagone letto (Les Surprises du sleeping), regia di Karl Anton (1933)
- Face au destin, regia di Henri Fescourt (1940)
- Gioventù incompresa (Une histoire d'amour), regia di Guy Lefranc (1951)
- Carnaval, regia di Henri Verneuil (1953)
- Le Guérisseur, regia di Yves Ciampi (1953)
- Les Intrigantes, regia di Henri Decoin (1954)
- Papà, mammà, mia moglie ed io (Papa, maman, ma femme et moi...), regia di Jean-Paul Le Chanois (1955)
- L'impossible Monsieur Pipelet, regia di André Hunebelle (1955)
- Cani perduti senza collare (Chiens perdus sans collier), regia di Jean Delannoy (1955)
- Paris canaille, regia di Pierre Gaspard-Huit (1956)
- Les carottes sont cuites, regia di Robert Vernay (1956)
- La Garçonne, regia di Jacqueline Audry (1957)
- Raffiche sulla città (Rafles sur la ville), regia di Pierre Chenal (1958)
- Lo specchio a due facce (Le Miroir à deux faces), regia di André Cayatte (1958)
- Il giovane leone (Oh! Qué mambo), regia di John Berry (1959)
- Le relazioni pericolose (Les liaisons dangereuses 1960), regia di Roger Vadim (1959)
- Capitan Fracassa (Le Capitaine Fracasse), regia di Pierre Gaspard-Huit (1961)
- Una ragazza nuda (Strip-tease), regia di Jacques Poitrenaud (1963)
- Il piacere e l'amore (La ronde), regia di Roger Vadim (1964)
- ...poi ti sposerò (Un monsieur de compagnie), regia di Philippe de Broca (1964)
- Sotto il tallone (La métamorphose des cloportes), regia di Pierre Granier-Deferre (1965)

### Televisione
- La Fleur, regia di Jacques Robin - film TV (1970)
- La Demoiselle d'Avignon - serie TV, episodio 1x04 (1972)